# Kanton Sainte-Marie
Der Kanton Sainte-Marie ist seit 1949 ein französischer Wahlkreis im Arrondissement Saint-Denis des Übersee-Départements Réunion. Er umfasst die Gemeinde Sainte-Marie.